# 主の十字架クリスチャン・センター
主の十字架クリスチャンセンター（しゅのじゅうじかクリスチャンセンター）はプロテスタントのうち、異言、預言などの特徴を持つカリスマ派の日本の教会団体。現在は「The Light of Eternal Agape」に改名している。

## 所在地
- 東京都杉並区高円寺北2丁目15-1 金田ビル3F

## 概要
- 主任牧師はイエス・キリスト。
- 祈祷院が群馬県の渋川市にある。
- 教会の牧師にはクリスチャンネームが付いていて女性も多く起用されている。
- 日本国外での宣教活動も非常に熱心であり、アメリカ、ブラジル、フィリピン、中東、チェコ、アフリカなど全部で127ヶ所の教会が在り、神学校、孤児院も設立されている。
- 世界の孤児を支援または設立する計画がある。
- 親イスラエルであり、毎年巡礼ツアーを行っている。
- 賛美歌、ゴスペルに力を入れているのも特徴で、「賛美隊」といわれる、全国で23の合唱グループが存在する。
- 礼拝の模様、牧師・教会の活動の様子はブログ、YouTube、Ustreamで公開されていて、メディアを積極的に用いている。
- 同性婚に対しては反対の立場をとっている。

## 歴史
- 1984年4月1日 - 「国分寺クリスチャンセンター」として、パウロ秋元牧師によって東京都国分寺市で設立された[1]。
- 2002年6月 - 本部が現在の東京都杉並区に移り、教会の名称が、「主の十字架クリスチャンセンター・東京アンテオケ教会」に改称。

## 教義
- 癒し
- 賜物
- 賛美